# Linum africanum
Linum africanum är en linväxtart som beskrevs av Carl von Linné. Linum africanum ingår i släktet linsläktet, och familjen linväxter. Inga underarter finns listade i Catalogue of Life.